# Суроям
Суроя́м — река в России на Среднем Урале, протекает по Нязепетровскому району Челябинской области. Устье реки находится в 840 км по левому берегу реки Уфа. Длина реки составляет 44 км.
Рядом с руслом реки в среднем течении находится Суроямское месторождение титан-ванадийевых магнетитов с апатитом (прогнозные запасы 11 млрд тонн), названное по названию реки.
Также, по названию реки планировалось назвать водохранилище, которое планировалось построить для водоснабжения Южно-Уральской АЭС в ходе его строительства.

## Данные водного реестра
По данным государственного водного реестра России относится к Камскому бассейновому округу, водохозяйственный участок реки — Уфа от Долгобродского гидроузла до Нязепетровского гидроузла, речной подбассейн реки — Белая. Речной бассейн реки — Кама.
Код объекта в государственном водном реестре — 10010200912111100020303.